# Nina Statkevitsj
Nina Andrejevna Statkevitsj (Russisch: Нина Андреевна Статкевич) (Leningrad, 16 februari 1944) is een Russisch oud-langebaanschaatsster.

## Loopbaan
Nina Statkevitsj veroverde in haar eerste internationale jaar direct medailles. Zo won ze in 1970 het eerste EK Allround voor vrouwen in Heerenveen en werd ze tweede bij het eerste WK Sprint achter landgenote Ljoedmila Titova. De Europese allroundtitel prolongeerde zij een jaar later voor eigen publiek in Sint-Petersburg. In 1971 werd Statkevitsj ook wereldkampioen allround in Helsinki.
In de jaren die volgden won Statkevitsj geen gouden medailles meer. Wel eindigde ze nog driemaal op het podium bij een EK Allround (zilver in 1972, brons in 1973 en zilver in 1974) en won ze met een bronzen plak in 1974 nog eenmaal een medaille bij het mondiale allroundkampioenschap. Aan haar vijf deelnames aan het WK Allround hield ze vijf afstandmedailles over (1-0-4), goud (500m), brons (1000/3000m) in haar kampioensjaar en in '73 en '74 nog eens brons op de 3000m. Aan haar vijf deelnames aan het EK hield ze elf afstandmedailles over (4-7-0), goud op 1500m (1970, 1971) en 3000m (1972, 1974) en zilver op 500m (1970), 1000m (1970, 1971, 1972), 1500 (1974) en 3000m (1971, 1973).
Bij de NK Allround van de Sovjet-Unie werd ze vier keer kampioen (1970, 1971, 1972 en 1974) en een keer tweede (1973).

## Resultaten
| Jaar | EK Allround | Olympische Spelen          | WK Allround | WK Sprint |
| ---- | ----------- | -------------------------- | ----------- | --------- |
| 1970 | Goud        |                            | NC17        | Zilver    |
| 1971 | Goud        |                            | Goud        | 7e        |
| 1972 | Zilver      | 5e 1000m 6e 1500m 5e 3000m | 4e          |           |
| 1973 | Brons       |                            | 4e          |           |
| 1974 | Zilver      |                            | Brons       | 5e        |
| 1975 |             |                            |             |           |
| 1976 |             | 15e 1500m 13e 3000m        |             |           |

NC# = niet gekwalificeerd voor de laatste afstand, maar wel als # geklasseerd in de eindrangschikking

### Medaillespiegel
| Kampioenschap | Goud | Zilver | Brons |
| ------------- | ---- | ------ | ----- |
| EK Allround   | 2    | 2      | 1     |
| WK Allround   | 1    | 0      | 1     |
| WK Sprint     | 0    | 1      | 0     |

## Records

### Wereldrecords
| Nr. | Afstand      | Tijd    | Datum           | Baan  |
| --- | ------------ | ------- | --------------- | ----- |
| 1   | 1500 meter   | 2.17,8  | 17 januari 1970 | Medeo |
| 2   | minivierkamp | 184,053 | 18 januari 1970 | Medeo |

### Persoonlijke records
| Afstand    | Tijd    | Datum            | Baan      |
| ---------- | ------- | ---------------- | --------- |
| 500 meter  | 43,32   | 17 januari 1970  | Medeo     |
| 1000 meter | 1.28,1  | 30 maart 1973    | Medeo     |
| 1500 meter | 2.16,48 | 27 januari 1973  | Medeo     |
| 3000 meter | 4.43,0  | 20 maart 1973    | Medeo     |
| 5000 meter | 8.36,5  | 18 december 1975 | Boedapest |

### Adelskalender
Nina Statkevitsj heeft drie periodes aan de top van de Adelskalender gestaan: eerst van 17 januari 1970 tot 16 januari 1971 (364 dagen), een tweede keer van 17 januari 1971 tot 21 februari 1971 (35 dagen) en ten slotte van 16 januari 1972 tot 12 januari 1974 (727 dagen). In totaal heeft Nina Statkevitsj 1126 dagen aan de top van de Adelskalender gestaan.
Hieronder staan de persoonlijke records (PR's) waarmee Nina Statkevitsj aan de top van de Adelskalender kwam en de PR's die zij had staan toen hij van de eerste plek verdreven werd. Tevens zijn de gegevens weergegeven van de schaatssters die voor en na haar aan de top van de lijst stonden.
| Datum      | 500 m | 1000 m  | 1500 m  | 3.000 m | Punten  | Voorganger / Opvolger |
| ---------- | ----- | ------- | ------- | ------- | ------- | --------------------- |
| 23-02-1969 | 45,5  | 1.30,9  | 2.18,5  | 4.50,3  | 185,499 | Ans Schut             |
| 17-01-1970 | 43,32 | 1.29,4  | 2.17,8  | 5.03,2  | 184,846 |                       |
| 18-01-1970 | 43,32 | 1.29,4  | 2.17,8  | 4.54,6  | 183,053 |                       |
| 16-01-1971 | 45,3  | 1.29,0  | 2.15,8  | 4.46,5  | 182,816 | Stien Kaiser          |
| 17-01-1971 | 43,32 | 1.29,4  | 2.17,8  | 4.53,0  | 182,786 |                       |
| 21-02-1971 | 45,22 | 1.29,0  | 2.15,8  | 4.46,5  | 182,737 | Stien Kaiser          |
| 16-01-1972 | 43,32 | 1.28,82 | 2.17,8  | 4.48,83 | 181,801 |                       |
| 20-03-1973 | 43,32 | 1.28,1  | 2.16,48 | 4.43,0  | 180,029 |                       |
| 12-01-1974 | 43,31 | 1.26,1  | 2.15,5  | 4.50,6  | 179,959 | Tatjana Averina       |

Verné Lesche · 
Valentina Koeznetsova · 
Serafima Paromova · 
Laila Schou Nilsen · 
Olga Akifjeva · 
Rimma Zjoekova · 
Tamara Rylova · 
Inga Artamonova · 
Stien Kaiser · 
Ans Schut · 
Nina Statkevitsj · 
Tatjana Averina · 
Galina Stepanskaja · 
Natalja Petroeseva · 
Andrea Mitscherlich · 
Karin Enke · 
Gabi Zange · 
Gunda Niemann · 
Claudia Pechstein · 
Anni Friesinger · 
Cindy Klassen
(On)officiële Europese kampioenschappen

1970: Nina Statkevitsj · 
1971: Nina Statkevitsj · 
1972: Atje Keulen-Deelstra · 
1973: Atje Keulen-Deelstra · 
1974: Atje Keulen-Deelstra · 
1981: Natalja Petroeseva · 
1982: Natalja Petroeseva · 
1983: Andrea Mitscherlich · 
1984: Gabi Schönbrunn · 
1985: Andrea Mitscherlich · 
1986: Andrea Mitscherlich · 
1987: Andrea Mitscherlich · 
1988: Andrea Mitscherlich · 
1989: Gunda Niemann · 
1990: Gunda Niemann · 
1991: Gunda Niemann · 
1992: Gunda Niemann · 
1993: Emese Hunyady · 
1994: Gunda Niemann · 
1995: Gunda Niemann · 
1996: Gunda Niemann · 
1997: Tonny de Jong · 
1998: Claudia Pechstein · 
1999: Tonny de Jong · 
2000: Anni Friesinger · 
2001: Gunda Niemann · 
2002: Anni Friesinger · 
2003: Anni Friesinger · 
2004: Anni Friesinger · 
2005: Anni Friesinger · 
2006: Claudia Pechstein · 
2007: Martina Sáblíková · 
2008: Ireen Wüst · 
2009: Claudia Pechstein · 
2010: Martina Sáblíková · 
2011: Martina Sáblíková · 
2012: Martina Sáblíková · 
2013: Ireen Wüst · 
2014: Ireen Wüst · 
2015: Ireen Wüst · 
2016: Martina Sáblíková · 
2017: Ireen Wüst ·
2019: Antoinette de Jong ·
2021: Antoinette de Jong ·
2023: Antoinette de Jong ·
2025: Antoinette de Jong